# 아세닉 엔 올드 레이스
《아세닉 엔 올드 레이스》(Arsenic And Old Lace)는 미국에서 제작된 프랑크 카프라 감독의 1944년 코미디, 범죄, 스릴러 영화이다. 1941년 희곡 Arsenic and Old Lace에 기반을 둔다. 캐리 그랜트 등이 주연으로 출연하였다.
원래 예정된 개봉일은 1942년 9월 30일이었다. 희곡이 상당한 히트를 치면서 3년 반이 흘렀고 이 영화는 1944년 들어서야 개봉되기에 이르렀다.

## 출연

### 주연
- 캐리 그랜트

### 조연
- 레이몬드 머시